# Il mattatore di Hollywood
Il mattatore di Hollywood (The Errand Boy) è un film comico diretto e interpretato da Jerry Lewis. Le riprese ebbero luogo dal 24 luglio al 24 settembre 1961, e il film venne distribuito negli Stati Uniti il 28 novembre 1961 dalla Paramount Pictures.

## Trama
I dirigenti della Paramutual Pictures decidono di servirsi di una spia infiltrata nei loro studi, per venire a conoscenza degli inutili sprechi  di denaro e delle ruberie che avvengono nell'ambiente. Morty Tashman è un attacchino che sta casualmente lavorando proprio sul muro del palazzo di fronte alle loro finestre. Ben presto la dirigenza lo considera l'uomo giusto per il lavoro di infiltrato, essendo una faccia sconosciuta nel giro e, soprattutto, un completo idiota che non accamperà richieste di denaro. Assunto dagli studios in qualità di fattorino, passerà di disastro in disastro, creando involontariamente confusione e scompiglio ovunque vada.
Alla fine il suo ultimo pasticcio, dove innaffia di champagne un'importante attrice e tutto il suo seguito, viene fortunosamente filmato e Morty diventa una star del cinema comico.

## Curiosità
Il cast della serie TV Bonanza fa una breve comparsata nel film.